# Суперкубок Ірану з футболу 2018
Суперкубок Ірану з футболу 2018  — 4-й розіграш турніру. Проведення матчу між чемпіоном Ірану клубом Персеполіс та володарем кубка Ірану клубом Естеґлал планувалося на 20 липня 2018 року. Клуб Естеґлал відмовився від участі у матчі, тому клубу Персеполіс була присуджена перемога з рахунком 3:0, і він був визнаний переможцем тогорічного турніру.
| Володар Суперкубка Ірану 2018 |
| ----------------------------- |
|                               |
| Персеполіс Другий титул       |

## Матч

### Деталі
| 20 липня 2018 21:45 (EEST) |

| Персеполіс | 3:0      | Естеґлал |
| ---------- | -------- | -------- |
|            | Протокол |          |

| Азаді, Тегеран |